# Konzert (Veranstaltung)

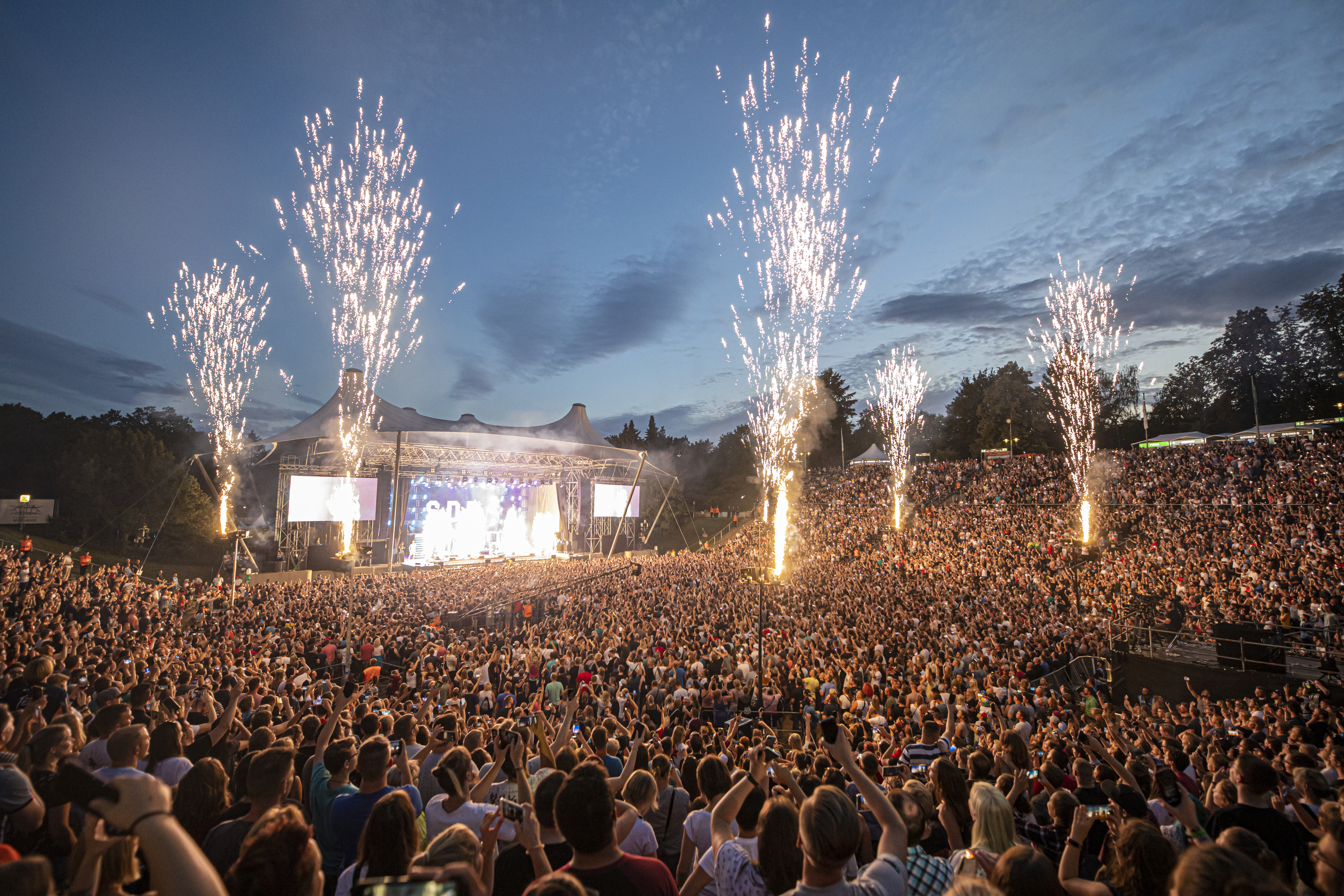
Open-Air-Konzert in der Berliner Parkbühne Wuhlheide, 2019

Konzert (über ital. concerto von lat. concertare „wetteifern“, später und seltener auch ital. conserto, von lat. conserere „zusammenfügen“) im Sinne einer Musikveranstaltung nennt man den Vortrag von Musik vor einem eigens zu diesem Zweck versammelten Publikum („Hörerschaft“), meist auf einer dafür geeigneten oder eigens errichteten Bühne. Dies kann öffentlich oder privat sein. Der Begriff grenzt sich ab von Veranstaltungen, bei denen die Musik nicht die Hauptsache ist.

## Geschichte

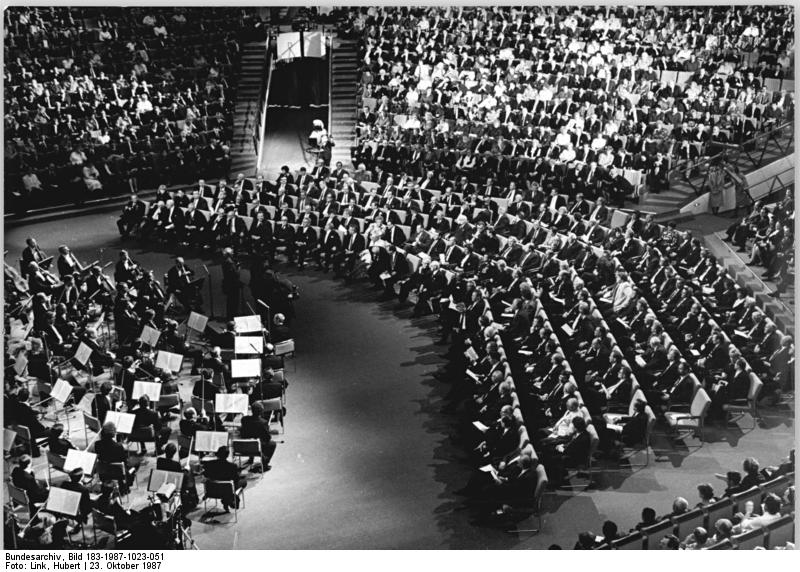
Konzert des Berliner Sinfonie-Orchesters im Palast der Republik, 1987

Das Konzert entstand mit Beginn des bürgerlichen Musiklebens im 18. Jahrhundert hauptsächlich in London und Paris (Concert spirituel), seit dem Ende des Jahrhunderts zunehmend in den übrigen europäischen Metropolen. In Deutschland gelten die Abendmusiken in Lübeck als eine der ersten öffentlichen Konzertreihen; anfangs ist dort hauptsächlich geistliche Musik aufgeführt worden. War öffentliche Musikdarbietung ohne Tanz zuvor immer mit einem religiösen oder höfischen Begängnis, mit Liturgie, Zeremonie oder Bankett verbunden gewesen, wurde sie jetzt erstmals als selbstzweckhafte Kunstübung verstanden, in der sich Humanität und Gefühl repräsentativ und unterhaltend darstellen.

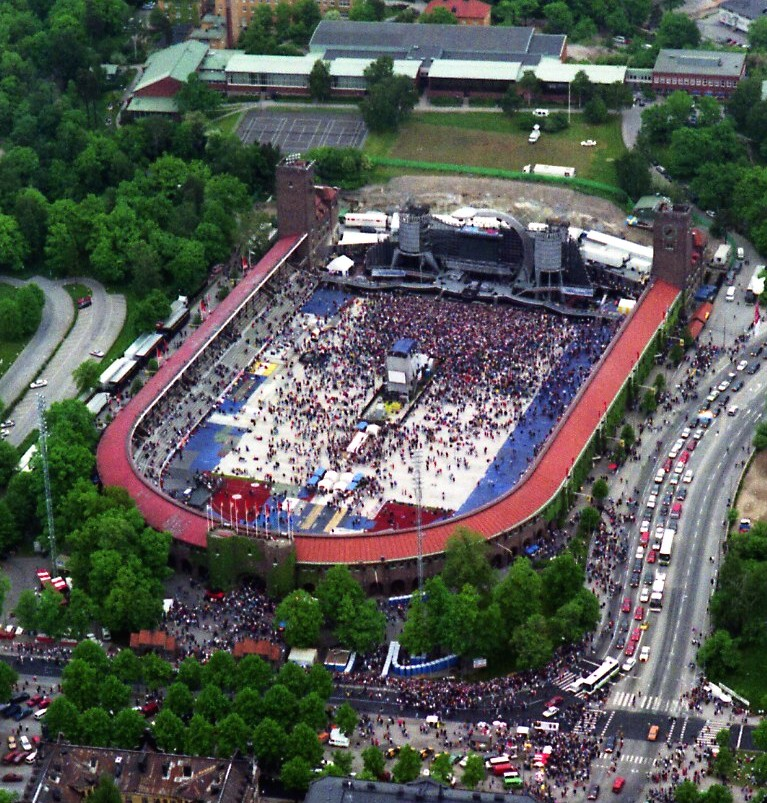
Konzert der Rolling Stones im Stockholm Stadion, 1995

Das Konzert bot die Möglichkeit zu einem Ritual, das unabhängig von traditionellen religiösen und höfischen Zeremoniellen war, aber doch deren Glanz besaß. Zudem konnte das Publikum seine Bildung repräsentieren. Dabei spielte die „bürgerliche“ Aufwertung der Musiker eine Rolle, die bei Hof noch eine dienende Funktion hatten. Manche Konzertgesellschaften schrieben ihren Mitgliedern die Kenntnis von Musikinstrumenten vor. Die Zuhörer spielten also gelegentlich auch auf dem Podium, zusammen mit den eingeladenen Solisten.
Rein instrumentale Konzerte und solche, die durchgehend von denselben Interpreten ausgeführt wurden, waren bis ins 20. Jahrhundert selten. Die meisten Konzerte waren eine Art bunter Abend. Auch die Abgrenzung zur Tanzveranstaltung war nicht immer scharf, wie etwa beim Kurkonzert.
In Opposition zum bürgerlichen Konzert bildeten sich im 20. Jahrhundert andere Konzerttypen aus: Während das Jazzkonzert die Clubatmosphäre bevorzugt, die sich aus den älteren Music Halls entwickelt hat, gibt sich das Pop- oder Rock-Konzert, das sich seit dem Ende der 1960er Jahre von der Tanzveranstaltung löste, meist das Image einer zwanglosen Massenzusammenkunft, auch als Freiluftkonzert. Konzerte mit Dresscode sind aber auch in diesem Bereich üblich.
An spezielleren Veranstaltungstypen gibt es etwa das Gesprächskonzert mit Erklärungen oder Interviews oder das Wandelkonzert, das dem Publikum erlaubt, sich im Raum zu bewegen. Events von Sinfonieorchestern, die ein Massenpublikum erreichen, sind etwa das Neujahrskonzert der Wiener Philharmoniker oder die Last Night of the Proms.